# 赵子豪
赵子豪（1997年1月6日—），江蘇人，是一位中国乒乓球运动员。赵子豪曾就讀於上海曹燕华乒乓球学校， 2013年調入中國乒乓球2隊。
他曾於2019年國際桌總世界巡迴賽奥地利公开赛上首次进入國際桌總世界巡迴賽的决赛。 在2019年夏季世界大學運動會上，他获得了两枚金牌和两枚银牌。 